# Kim Yeong-nam
Kim Yeong-nam,  (김영남?) (29 gennaio 1996), è un tuffatore sudcoreano. Ha rappresentato la Corea del Sud ai Campionati mondiali di nuoto di Barcellona 2013 e di Kazan' 2015. 
Ai Giochi asiatici di Incheon 2015, in coppia con il connazionale Woo Ha-ram, ha vinto la medaglia d'argento nel concorso della piattaforma 10 m sincro ed il bronzo nel trampolino 3 m sincro.

## Palmarès
- Giochi asiatici

Incheon 2015: argento nel sincro 10m e bronzo nel sincro 3m.
Giacarta 2018: argento nel sincro 3m e nel sincro 10m.
- Universiadi

Taipei 2017: oro nel trampolino 1m, argento nel sincro 3m e bronzo nel sincro 10m.
Chengdu 2023: argento nel trampolino 1m e nella classifica a squadre maschile.